# Cordon (televisieserie)
Cordon is een Vlaamse dramareeks uit 2014 die wordt uitgezonden op VTM. De serie werd geregisseerd door Tim Mielants, geschreven door Carl Joos en geproduceerd door Eyeworks.

## Verhaal
In de serie wordt door het fictieve Nationaal Instituut voor Infectieziekten Antwerpen (NIIZA) in Antwerpen bij een patiënt een virale besmetting vastgesteld. Daarop wordt een wijk in de Antwerpse binnenstad van de buitenwereld afgesloten om zo de uitbraak van het besmettelijke virus te beperken.

## Rolverdeling
| Acteur               | Personage                | Seizoen 1 | Seizoen 2 |
| -------------------- | ------------------------ | --------- | --------- |
| Wouter Hendrickx     | Jokke Deelen             | X         | X         |
| Liesa Van der Aa     | Jana Snyders             | X         | X         |
| Tom Dewispelaere     | Lex Faes                 | X         | X         |
| Veerle Baetens       | Katja De Coster          | X         |           |
| Mieke De Groote      | Sabine Lommers           | X         | X         |
| Johan Van Assche     | Dr. Walter Cannaerts     | X         | X         |
| Koen De Sutter       | Leo Gryspeerts           | X         | X         |
| Zoë Thielemans       | Ineke                    | X         | X         |
| Ricko Otto           | Tyl                      | X         | X         |
| Hugo Van den Berghe  | Bert                     | X         | X         |
| Robbie Cleiren       | Karl, vader van Ineke    | X         | X         |
| Sven De Ridder       | Nald De Poorter          | X         | X         |
| Steve Geerts         | Toon                     | X         | X         |
| Greet Verstraete     | Suzy                     | X         | X         |
| Jelte Blommaert      | Quinten                  | X         | X         |
| Gene Bervoets        | Dirk Maes, majoor        | X         | C*        |
| Frieda Pittoors      | Micheline                | X         | X         |
| Mathijs Scheepers    | Bram                     | X         |           |
| Koen De Bouw         | Bob Blyweerts            | X         |           |
| Inge Paulussen       | Denise, moeder van Ineke | X         | X         |
| Marthe Schneider     | Lien                     | X         |           |
| Geert Van Rampelberg | Sam                      | X         |           |
| Tibo Vandenborre     | Mees                     | X         |           |
| Jan Hammenecker      | buschauffeur             | X         |           |
| Michael Pas          | redactiechef             | X         | X         |
| Nico Sturm           | Dr. Luc Devreese         | X         |           |
| Jan Bijvoet          | Luc Blyweerts            | X         |           |
| Maïthé Foucher       | Britney                  | X         |           |
| Greg Timmermans      | Dennis                   | X         | X         |
| Warre Borgmans       | directeur                | X         |           |
| Darya Gantura        | Irina                    | X         | X         |
| Mathias Sercu        | Olivier Duchamp          |           | X         |
| Manou Kersting       | Mike                     |           | X         |
| Nabil Mallat         | Idriss                   |           | X         |
| Brit Van Hoof        | Gabriëla                 |           | X         |
| Carry Goossens       | Robert                   |           | X         |
| Jurgen Delnaet       | Herman                   |           | X         |
| Vincent Van Sande    | Chris                    |           | X         |
| Frank Vercruyssen    | Degelin                  |           | X         |
| Katelijn Verbeke     | Cynthia Rubens           |           | X         |
| Joke De Bruyn        | Veerle                   | X         | X         |
| Ikram Aoulad         | Sakina                   |           | X         |

C*: cameo

## Afleveringen
Seizoen 1
| Aflevering | Originele uitzenddatum | Live kijkers | Marktaandeel live (%) |
| ---------- | ---------------------- | ------------ | --------------------- |
| 1          | 10 maart 2014          | 900.801      | 37,53                 |
| 2          | 17 maart 2014          | 898.858      | 36,53                 |
| 3          | 24 maart 2014          | 620.710      | 28,14                 |
| 4          | 31 maart 2014          | 658.301      | 28,34                 |
| 5          | 7 april 2014           | 583.701      | 25,61                 |
| 6          | 14 april 2014          | 543.545      | 25,01                 |
| 7          | 21 april 2014          | 655.487      | 28,96                 |
| 8          | 28 april 2014          | 599.181      | 27,37                 |
| 9          | 5 mei 2014             | 548.419      | 24,84                 |
| 10         | 12 mei 2014            | 638.334      | 29,19                 |

Seizoen 2
| Aflevering | Originele uitzenddatum | Live kijkers |
| ---------- | ---------------------- | ------------ |
| 1          | 5 september 2016       | 385.066      |
| 2          | 12 september 2016      | 290.015      |
| 3          | 19 september 2016      | 256.000      |
| 4          | 26 september 2016      | 247.170      |
| 5          | 3 oktober 2016         | 279.000      |
| 6          | 10 oktober 2016        | onbekend     |
| 7          | 17 oktober 2016        | 173.500      |
| 8          | 24 oktober 2016        | 178.546      |
| 9          | 31 oktober 2016        | onbekend     |
| 10         | 7 november 2016        | 192.000      |

## Amerikaanse remake
Op 2 februari 2015 bestelde de Amerikaanse zender The CW een pilotaflevering van een remake voor de Amerikaanse markt. Op 8 mei 2015 maakte Eyeworks, het bedrijf dat de Vlaamse reeks produceerde, bekend dat er een volledig seizoen besteld werd.
Van 19 april tot en met 19 juli 2016 werd in Amerika het eerste seizoen van Containment uitgezonden op The CW. Op 12 mei 2016 al, nadat er slechts vier afleveringen waren uitgezonden, maakte de zender bekend dat er geen tweede seizoen kwam. De reeks speelde zicht af in de Amerikaanse stad Atlanta en werd geproduceerd door Julie Plec en geregisseerd door David Nutter.